# 1107
Cette page concerne l'année 1107  du calendrier julien.
L'année 1107 est une année commune qui commence un mardi.

## Événements
- 8 janvier : début du règne d'Alexandre Ier d’Écosse (fin en 1124)[1].

- 29 janvier : le pape Pascal II est à Lyon après avoir passé Noël à Cluny. Il voyage en Francie[2].

- 24 mars : Pascal II est à Saint-Martin de Tours[2].

- 30 avril - 3 mai : Pascal II se rend à Saint-Denis où il rencontre Philippe Ier de France et son fils Louis. En application des idées professées par le canoniste Yves de Chartres, les évêques du royaume seront élus par le clergé et par le peuple mais le roi disposera des régales en cas de vacance d’un évêché[3].

- 23 mai : concile de Troyes en présence du pape Pascal II. Rupture des fiançailles de Louis VI le Gros avec la fille de Gui de Rochefort, Lucienne[4].

- 13 juin : mort de Kilitch Arslan. L’atabeg de Mossoul Jekermish est renversé par un aventurier turc, Jawali. Kilitch Arslan, appelé par les habitants de Mossoul, entre dans la ville et s’y fait proclamer sultan. Vaincu par Muhammed Ier, il doit se replier mais se noie en traversant le Khabur[5].

- 1er août : ouverture du synode de Westminster. Le concordat de Westminster met fin à la querelle des Investitures en Angleterre[6]. Henri Ier Beauclerc s’oppose à Anselme, archevêque de Cantorbéry, à propos de la question des investitures. Le roi finit par renoncer à l’investiture par la crosse et par l’anneau, mais exige des évêques un serment de fidélité.

- Automne : début de la traversée de l’Europe de Sigurd Ier de Norvège vers la Palestine ; il passe l’hiver en Angleterre auprès du roi Henri[7].

- 9 octobre : le Normand de Sicile Bohémond de Tarente, prince d’Antioche, rentré en occident en 1104, débarque à Avlona en Albanie et attaque Dyrrachium. Encerclé, il doit accepter en septembre 1108 le traité de Déabolis qui fait de lui un vassal de l’empereur d’Orient pour une partie du territoire d’Antioche[8].

- Florence conquiert les châteaux de Monte Orlandi et de Prato[9].

- Milan entre en conflit avec Pavie, Crémone et Lodi[10].

- Fondation du prieuré Notre-Dame d’Orsan par Robert d’Arbrissel[11].
- Une inscription en écriture koufique atteste la construction de la première mosquée connue à Zanzibar à Kizimkazi par des colons de Chiraz[12].